# Corina Bomann
Corina Bomann (Parchim, 7 maart 1974) is een Duits schrijfster van romans.

## Levensloop
Bomann bracht in 2001 haar eerste boek uit in Duitsland met de titel Der Schattengeist. In 2014 verscheen haar eerste Nederlandstalige boek onder de naam Het vlindereiland, dit was een vertaling van haar Duitse boek Die Schmetterlingsinsel uit 2012.
In Nederland heeft Bomann haar naamsbekendheid voornamelijk te danken nadat ze doorbrak met haar boeken uit de De vrouwen van de Leeuwenhof-reeks waarvan ze binnen een jaar tijd meer dan 140.000 exemplaren verkocht.

## Bestseller 60
| Boeken met noteringen in de Nederlandse Bestseller 60 | Jaar van verschijnen | Datum van binnenkomst | Hoogste positie | Aantal weken | Opmerkingen                                    |
| ----------------------------------------------------- | -------------------- | --------------------- | --------------- | ------------ | ---------------------------------------------- |
| Het vlindereiland                                     | 2014                 | 02-07-2014            | 31              | 17           |                                                |
| Agneta's erfenis                                      | 2020                 | 12-02-2020            | 17              | 50           | deel 1 van De vrouwen van de Leeuwenhof-serie  |
| De stormroos                                          | 2020                 | 22-07-2020            | 21              | 11           |                                                |
| Mathilda's geheim                                     | 2020                 | 14-10-2020            | 1(1wk)          | 19           | deel 2 van De vrouwen van de Leeuwenhof-serie  |
| Solveigs belofte                                      | 2021                 | 17-02-2021            | 1(1wk)          | 15           | deel 3 van De vrouwen van de Leeuwenhof-serie  |
| Sophia's hoop                                         | 2021                 | 16-06-2021            | 6               | 12           | deel 1 van De kleuren van schoonheid-serie     |
| Jasmijnzussen                                         | 2021                 | 11-08-2021            | 20              | 8            |                                                |
| Sophia's wens                                         | 2021                 | 20-10-2021            | 2               | 4            | deel 2 van De kleuren van schoonheid-serie     |
| Sophia's triomf                                       | 2022                 | 16-02-2022            | 1(1wk)          | 8            | deel 3 van De kleuren van schoonheid-serie     |
| Gloriedagen                                           | 2022                 | 16-02-2022            | 2               | 13           | deel 1 van De Waldfriede-serie                 |
| Een wonderlijke winterreis                            | 2022                 | 12-10-2022            | 41              | 3            |                                                |
| Lichtpunt                                             | 2023                 | 01-03-2022            | 1(1wk)          | 7            | deel 2 van De Waldfriede-serie                 |
| De maneschijnsonate                                   | 2023                 | 12-04-2023            | 29              | 5            | Heruitgave van oorspronkelijke editie uit 2015 |
| Een kamer aan zee                                     | 2023                 | 16-08-2023            | 2               | 6            |                                                |
| Avondrood                                             | 2023                 | 18-10-2023            | 3               | 5            | deel 3 van De Waldfriede-serie                 |
| Ochtendgloren                                         | 2024                 | 13-03-2024            | 1(1wk)          | 6            | deel 4 van De Waldfriede-serie                 |
| Gloriedagen                                           | 2022                 | 13-03-2024            | 26              | 5            | heruitgaven van gelijknamige titel uit 2022    |
| Een magische zomer                                    | 2024                 | 24-07-2024            | 6               | 7            |                                                |
| Winterengel                                           | 2024                 | 13-11-2024            | 6               | 9            |                                                |
| Dromen van een nieuw begin                            | 2025                 | 30-07-2025            | 2               | 4*           | deel 1 van Rozenhaag-serie                     |